# Roșiori (okręg Suczawa)
Roșiori – wieś w Rumunii, w okręgu Suczawa, w gminie Forăști. W 2011 roku liczyła 329 mieszkańców.